# 埼玉県立草加かがやき特別支援学校
埼玉県立草加かがやき特別支援学校（さいたまけんりつ そうかかがやきとくべつしえんがっこう）は、埼玉県草加市松原にある公立特別支援学校。

## 概要
知的障害を有する児童生徒を入学の主対象としている。

## 沿革
- 2013年4月1日 - 草加市立花栗小学校跡地に開校。同時に、草加分校を埼玉県立三郷特別支援学校から移管。

## 教育目標
豊かな心、元気な体、生きる力を育て一人一人が輝く　

## 学校行事
- 5月 - 運動会
- 11月 - きらきらまつり（文化祭）

## 部活動
- 高等部に球技部

## 通学区域
- 草加市
- 越谷市の一部

## 交通
- 東武伊勢崎線獨協大学前駅より徒歩15分
- 獨協大学前駅西口バス停から朝日自動車バスD地区センター循環「グランド前」下車徒歩5分